# Plexus-brachialisblokkade

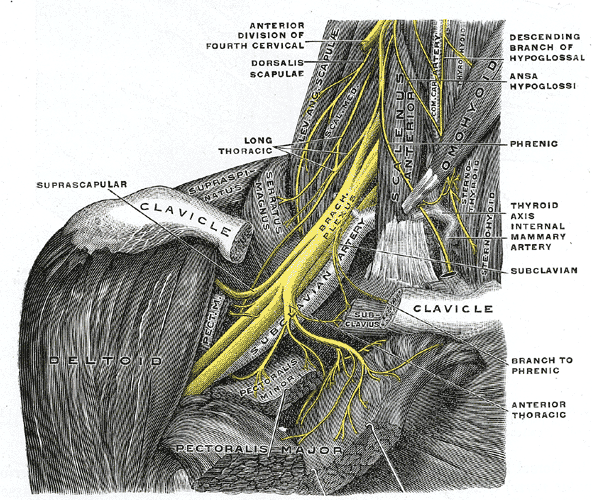
Plexus brachialis bij de mens

De plexus-brachialisblokkade is een vorm van (loco)regionale anesthesie, waarbij de zenuwknoop van de arm, de plexus brachialis verdoofd wordt. 

## Verschillende benaderingen
De plexus brachialis kan van diverse kanten benaderd worden. Vanaf de voorzijde worden het meest gebruikt de axillaire benadering (axillair blok), de infraclaviculaire benadering (Vertical Infraclavicular Block, VIB) en supraclaviculaire benadering. Vanaf de achterzijde kan men de benadering volgens Pippa doen: het pippablok. Ervaring van de anesthesioloog met de diverse technieken en de lokalisatie van het te verdoven gebied speelt bij de precieze keuze een rol. Een andere benadering vanaf de voorzijde in de hals is het interscalenusblok.
Voor schouderchirurgie zijn met name het pippablok en het interscalenusblok geschikt. Voor de elleboog en onderarm wordt met name het VIB-blok gebruikt. Het axillair blok wordt gebruikt voor met name de onderarm en de hand.
Een aparte techniek waarbij de zenuwen van de arm direct verdoofd worden is de Intraveneuze Regionale Anesthesie (IVRA) ofwel het Biers blok. Hierbij wordt het lokale anestheticum intraveneus gespoten, nadat de arm met een bloeddrukmanchet bloedleeg is gemaakt.

## Complicaties en bijwerkingen
Het gebruikte lokale anestheticum kan op een verkeerde plaats terechtkomen: in een bloedvat (intravasaal) met bijwerkingen op het zenuwstelsel (epilepsie, coma) of het hart- en vaatstelsel (lage bloeddruk, collaps). Deze bijwerkingen kunnen ook ontstaan bij een te hoge dosering van lokale anesthetica.
Tijdens het toedienen bestaat de mogelijkheid dat de zenuw zelf wordt geraakt en daardoor beschadigd wordt. Dit kan leiden tot functieverlies en/of verlammingsverschijnselen. De kans hierop is klein, maar aanwezig. Genezing in zo'n geval kan ruim een jaar duren, soms is van genezing geen sprake.
Daarnaast heeft elke techniek specifieke bijwerkingen: bijvoorbeeld het VIB-blok, het interscalenusblok en het pippablok zitten in de buurt van de long, waardoor een klaplong kan ontstaan.
Verder: allergische reacties, flauwvalreacties (naaldangst), zenuwbeschadiging (gaat meestal vanzelf over).